# 오르두스포르
오르두스포르(튀르키예어: Orduspor)는 오르두를 연고로 하는 터키의 축구 클럽이다. 현재는 터키의 2부 축구 리그인 TTF 1. 리그에 참가하고 있다.

## 선수 명단

### 현역
참고: FIFA 자격 규정에 따라 소속된 국가대표팀 국기를 표시합니다. 선수는 복수의 FIFA 비회원국 국적을 가지고 있을 수 있습니다.
| 번호 | 포지션 | 국적 | 이름 |
| ---- | ------ | ---- | ---- |

| 번호 | 포지션 | 국적 | 이름 |
| ---- | ------ | ---- | ---- |

## 역대 감독
| 감독                      | 임기        |
| ------------------------- | ----------- |
| 레프테르 퀴취칸도니아디스 | 1967 ~ 1968 |
| 엑토르 쿠페르             | 2011 ~ 2013 |